# 7. Parteitag der Kommunistischen Partei Kubas
Der 7. Parteitag der Kommunistischen Partei Kubas (PCC), auch als VII. Parteitag der PCC bezeichnet, wurde vom 16. bis zum 19. April 2016 mit etwa 1000 Delegierten in der kubanischen Hauptstadt Havanna abgehalten.

## Ablauf und Entscheidungen
Der damalige Erste Sekretär Raúl Castro eröffnete die Veranstaltung mit einer mehrstündigen Rede, die die Lage der Partei als Inhalt hatte. Danach wurden die etwa 1000 Delegierten in vier Arbeitskommissionen aufgeteilt, in denen Grundsatzdokumente diskutiert wurden. Auf dem Parteitag wurde ein langfristiger Perspektivplan und ein neues Wirtschaftsmodell für das Jahr 2030 beschlossen. Der Parteitag fand kurz nach Raúl Castros Entschluss statt, diplomatische Beziehungen mit den Vereinigten Staaten wieder aufzunehmen. Sie war eine Kehrtwende im antiamerikanischen Kurs der PCC, der durch die massive Wirtschaftsblockade der USA gegen Kuba angeheizt worden war. Auch der sieben Monate nach dem Parteitag verstorbene ehemalige Parteivorsitzende Fidel Castro, der aus gesundheitlichen Gründen alle seine politischen Ämter niedergelegt hatte, sprach auf der Veranstaltung. Westliche Medien deuteten seinen Auftritt als Signal an die Basis, den bisherigen Kurs beizubehalten. Am Morgen nach dem Parteitag, am 20. April 2016, trafen sich die Teilnehmenden zu einem Schlussplenum im Palacio de las Convenciones.